# Liegi-Bastogne-Liegi 2025
La Liegi-Bastogne-Liegi 2025, centoundicesima edizione della corsa e valevole come diciannovesima prova dell'UCI World Tour 2025, si svolse il 27 aprile 2025 su un percorso di 252 km, con partenza e arrivo a Liegi in Belgio. Fu vinta dallo sloveno Tadej Pogačar, al successo per la terza volta nella corsa (seconda consecutiva), che completò il percorso in 6h00'09", alla media di 41,983 km/h, precedendo l'italiano Giulio Ciccone e l'irlandese Ben Healy. Alla partenza si ebbero 175 ciclisti in rappresentanza di 25 squadre; di questi 129 completarono la gara.

## Percorso
Le undici salite, o côte, inserite nell'edizione 2025 sono le seguenti:
| Numero | Nome                                        | Chilometro | Lunghezza (km) | Pendenza media (%) |
| ------ | ------------------------------------------- | ---------- | -------------- | ------------------ |
| 1      | Côte de Saint-Roch                          | 70,5       | 0,9            | 11,2%              |
| 2      | Côte de Haussire (Stèle Claude Criquielion) | 119        | 3,9            | 7,2%               |
| 3      | Côte de Mont-le-Soie                        | 158,5      | 1,8            | 7,5%               |
| 4      | Côte de Wanne                               | 167        | 2,8            | 4,6%               |
| 5      | Côte de Stockeu (Stèle Eddy Merckx)         | 173,5      | 1,0            | 12,2%              |
| 6      | Côte de la Haute-Levée                      | 178        | 3,0            | 6,3%               |
| 7      | Col du Rosier                               | 192        | 4,5            | 5,6%               |
| 8      | Côte de Desnié                              | 205,5      | 1,6            | 7,3%               |
| 9      | Côte de La Redoute                          | 218        | 1,6            | 8,8%               |
| 10     | Côte des Forges                             | 229        | 1,3            | 7,7%               |
| 11     | Côte de La Roche-aux-Faucons                | 238,5      | 2,1            | 4,5%               |

## Squadre e corridori partecipanti
| N.      | Cod. | Squadra                    |
| ------- | ---- | -------------------------- |
| 1-7     | UAD  | UAE Team Emirates XRG      |
| 11-17   | TPP  | Team Picnic PostNL         |
| 21-27   | SOQ  | Soudal Quick-Step          |
| 31-37   | Q36  | Q36.5 Pro Cycling Team     |
| 41-47   | ARK  | Arkéa-B&B Hotels           |
| 51-57   | RBH  | Red Bull-Bora-Hansgrohe    |
| 61-67   | TUD  | Tudor Pro Cycling Team     |
| 71-77   | IPT  | Israel-Premier Tech        |
| 81-87   | IGD  | Ineos Grenadiers           |
| 91-97   | LTK  | Lidl-Trek                  |
| 101-107 | GFC  | Groupama-FDJ               |
| 111-117 | ADC  | Alpecin-Deceuninck         |
| 121-127 | DAT  | Decathlon AG2R La Mondiale |

| N.      | Cod. | Squadra                 |
| ------- | ---- | ----------------------- |
| 131-137 | XAT  | XDS Astana Team         |
| 141-147 | TBV  | Bahrain Victorious      |
| 151-157 | TVL  | Team Visma-Lease a Bike |
| 161-167 | MOV  | Movistar Team           |
| 171-177 | COF  | Cofidis                 |
| 181-187 | UXM  | Uno-X Mobility          |
| 191-197 | EFE  | EF Education-EasyPost   |
| 201-207 | JAY  | Team Jayco AlUla        |
| 211-217 | IWA  | Intermarché-Wanty       |
| 221-227 | LOT  | Lotto                   |
| 231-237 | TEN  | TotalEnergies           |
| 241-247 | WB2  | Wagner Bazin WB         |

## Resoconto degli eventi
La 111ª edizione della Liegi-Bastogne-Liegi si disputò sotto un cielo sereno e con temperature superiori ai 20 gradi. La gara, lunga oltre 250 chilometri, si snodò come di consueto tra Liegi, Bastogne e Liegi, attraversando numerose famigerate côte delle Ardenne belghe, precisamente 11, tra cui il Col du Rosier, la Côte de La Redoute, la Côte des Forges e la Côte de la Roche-aux-Faucons, per un totale di 4365 m di dislivello da affrontare. Sin dalle prime fasi il ritmo fu elevato, con vari tentativi di fuga neutralizzati dal gruppo principale. Il momento chiave della corsa arrivò a 34,8 km dall'arrivo, quando Tadej Pogačar, campione del mondo in carica, favorito e campione uscente, diede il via a un attacco proprio sulla Redoute, salita simbolo della corsa, 1,6 km all'8,8% medio con punte al 15%. Nessun avversario riuscì a tenere il ritmo dello sloveno, che aprì subito un margine significativo; alle sue spalle Giulio Ciccone provò a rispondere ma non riuscì a colmare il distacco. Il gruppo degli inseguitori si disgregò presto, e anche corridori esperti come Julian Alaphilippe e Ben Healy non riuscirono a organizzare una risposta efficace. Pogačar proseguì la sua azione in solitaria, consolidando il vantaggio lungo gli ultimi 30 chilometri e gestendo con autorità ogni tratto in salita e discesa; giunse al  traguardo di Liegi a braccia alzate, per la terza volta vincitore, con oltre un minuto di vantaggio sui diretti avversari: 1'03" su Ciccone secondo, miglior italiano alla Liegi dal 2019, e su Healy terzo, e 1'10" su Simone Velasco quarto davanti agli altri inseguitori.

## Ordine d'arrivo (Top 10)
| Pos. | Corridore       | Squadra  | Tempo    |
| ---- | --------------- | -------- | -------- |
| 1    | Tadej Pogačar   | UAE      | 6h00'09" |
| 2    | Giulio Ciccone  | Lidl     | a 1'03"  |
| 3    | Ben Healy       | EF       | s.t.     |
| 4    | Simone Velasco  | XDS      | a 1'10"  |
| 5    | Thibau Nys      | Lidl     | s.t.     |
| 6    | Andrea Bagioli  | Lidl     | s.t.     |
| 7    | Daniel Martínez | Red Bull | s.t.     |
| 8    | Axel Laurance   | Ineos    | s.t.     |
| 9    | Thomas Pidcock  | Q36.5    | s.t.     |
| 10   | Neilson Powless | EF       | s.t.     |